# Коридори
Коридори је насеље у Италији у округу Катанија, региону Сицилија.
Према процени из 2011. у насељу је живело 81 становника.
Насеље се налази на надморској висини од 61 м.